# 桑加尔县

桑加尔县

桑加尔县(乌尔都语: ضلع سانگھڑ) ，是巴基斯坦信德省的一个县，位于该省中部。总人口1,453,028(1998)。

## 行政区划
凯尔布尔县分为8个乡。